# Хайнрих Фридрих Карл фон Вюртемберг
Хайнрих Фридрих Карл фон Вюртемберг (на немски: Heinrich Friedrich Karl von Württemberg; * 3 юли 1772, Мьомпелгард; † 28 юли 1838, Улм) е херцог/принц от Вюртемберг и пруски генерал. От 1802 г. той се нарича с титлата граф фон Зонтхайм.

## Биография
Той е деветият син, най-малкото дете, на херцог Фридрих Евгений II (1732 – 1797) и съпругата му маркграфиня Фредерика Доротея от Бранденбург-Швет (1736 – 1798), дъщеря на маркграф Фридрих Вилхелм фон Бранденбург-Швет (1700 – 1771) и съпругата му София Доротея Мария Пруска (1719 – 1765), четвъртата сестра на пруския крал Фридрих Велики.
Най-големият му брат Фридрих I Вилхелм Карл (1754 – 1816) е от 1806 г. първият крал на Вюртемберг. Сестра му София Доротея Августа (Мария Фьодоровна) (1759 – 1828) е омъжена през 1776 г. за руския император Павел I. Сестра му Елизабет Вилхелмина Луиза (1767 – 1790) е омъжена през 1788 г. за император Франц II (1768 – 1835).
Както баща му той започва служба в пруската войска. През 1794 г. Хайнрих вече е майор и през 1796 г. е стациониран в Бреслау. След женитбата му през 1798 г. той напуска пруската военна служба с ранг полковник. В обществото Хайнрих започва да се нарича граф фон Зонтхайм и живее през 1802 г. в Берлин, от 1803 г. в Трептов ан дер Рега. От 1808 до 1822 г. той е генерал-лейтенант на кавалерията за Горна Швабия.
От 1810 г. Хайнрих живее в Улм и участва в лов и представления на песни и става много обичан. През 1810 г. е избран за гросмайстер на масонската ложа Asträa zu den drey Ulmen в Улм, в която участва от 1808 г. Той има лоши отношения с брат си крал Фридрих I от 1808 г. и не посещава двора му от 1813 до смъртта на краля през 1816 г.
Херцог Хайнрих е голям ловец, притежава свой ловен ревир близо до Улм.
От 1819 г. до смъртта си херцог Хайнрих е член на Първата камера на събранието на Вюртемберг и участва до 1827 г. в съвещанията.

## Фамилия
Хайнрих се жени през 1798 г. без разрешение (морганатичен брак) за артистката от Бреслау Христиана Каролина Алексай (* 26 декември 1799, Лудвигслуст: † 17 август 1853, Баден-Баден), която става от 1807 г. фрайфрау фон Хохберг и Ротенбург и графиня фон Урах (13 ноември 1825). През 1807 г. херцог Хайнрих се отказва за себе си и децата му от реда в наследниците на трона в Кралство Вюртемберг. Те имат децата: 
- Луиза (1799 – ок. 1800), фрайхерин фон Хохберг
- Хенриета (1801 – ок. 1802), фрайхерин фон Хохберг
- Мария (1802 – 1882), графиня фон Урах от 16 януари 1821 г., омъжена на 26 май 1821 г. в Улм за княз Карл Фридрих Лудвиг фон Хоенлое-Кирхберг (1780 – 1861)
- Александрина (1803 – 1884), графиня фон Урах от 13 ноември 1825 г., омъжена на 3 юли 1830 г. в Улм (развод 1843) за граф Карл фон Арпо и Галатин (1802 – 1877)
- Елизабет (1805 – 1819), фрайхерин фон Хохберг и Ротенбург